# Big Loop
Big Loop im Heide Park Resort ist eine Stahlachterbahn des Herstellers Vekoma, die 1983 als erste Achterbahn des Parks eröffnet wurde.
Auf der Strecke von 706 m durchfahren die Fahrgäste vier Inversionen: zwei Loopings und der doppelte Korkenzieher, welcher aus zwei aneinandergereihten Korkenziehern besteht.
Heute ist die Bahn eher ein Oldtimer und kann bei weitem nicht mit modernen Achterbahnen mithalten. Dennoch ist diese Achterbahn aufgrund der ungewöhnlichen Streckenführung (lange gerade Strecke bis in die Einfahrt in den ersten Looping) und der geringen Geschwindigkeit, mit der die Loopings durchfahren werden (ca. 60 km/h), etwas Besonderes.
2010 bekam Big Loop die Züge von „Corkscrew“ aus Alton Towers, Großbritannien, 2011 neue Blockbremsen, 2012 eine neue Steuereinheit. Von 2011 bis 2013 gehörte Big Loop zum Themenbereich „Transsilvanien“. Seit 2014 wird die Bahn dem Themenbereich „Bucht der Piraten“ zugeordnet. 2022 erhielt die Bahn einen neuen Kettenlift was zu Störungen führte, weswegen die Bahn kurz nach dem Saisonstart 2022 für Reparaturarbeiten an beiden Zügen einige Zeit geschlossen wurde.

## Fahrt

Plan Big Loop

Nach Verlassen der Station fährt der Zug zunächst ein kleines (2 m) Gefälle herab, gefolgt von einer 180-Grad-Kurve und erreicht dann den Kettenlifthill, durch den er auf 30 m Höhe gezogen wird. Nach dem First Drop folgt eine gerade Strecke, an die sich zwei Loopings anschließen. Nach einer weiteren 180 Grad-Kurve werden zwei Korkenzieher und ein gerades Stück Schiene durchfahren. Vor der Schlussbremse mit pneumatischen Klotzbremsen durchfährt der Zug noch eine Helix (Bayernkurve) und erreicht die Station.
Kurioserweise sind es die geraden Streckenabschnitte, die die Bahn von anderen ähnlichen Vekoma Double Loop Corkscrews (z. B. Python in Efteling oder Shaman im Gardaland) unterscheiden. Das Layout wurde fast eins zu eins von Dragon Fyre in Canada’s Wonderland übernommen. Diese geraden Abschnitte wurden eingefügt, um eine gerade Strecke nach den Korkenziehern zu ermöglichen, auf denen eine Blockbremse angebracht war, die bei Bedarf sogar einen Drei-Zug-Betrieb auf der kurzen Strecke ermöglicht hätte. Inzwischen wurde die Bremse entfernt, da es für die Mitarbeiter schwer zu schaffen war, die Züge rechtzeitig abzuschicken, ohne dass ein Zug im Bremsbereich vor der Helix stehen bleibt.
Big Loop hatte ursprünglich zwei Züge mit je sieben Wagen für insgesamt 28 Personen des Herstellers Arrow. Seit der Saison 2010 betreibt der Heide Park die Bahn mit den Vekoma-Zügen der 2009 abgerissenen Achterbahn Corkscrew aus Alton Towers, England. Diese Züge haben sechs Wagen für insgesamt 24 Personen. Sowohl bei den alten als auch bei den neuen Zügen bietet jeder Wagen Platz für vier Personen (zwei Reihen à zwei Personen). Da die Strecke nicht durch Blockabschnitte unterteilt ist, kann immer nur ein Zug fahren. Der zweite Zug kann derweil in der Station beladen werden. Dadurch ist eine maximale Kapazität von 1200 Personen pro Stunde möglich, mit den alten Zügen konnten 1400 Personen pro Stunde fahren.

## Fotos

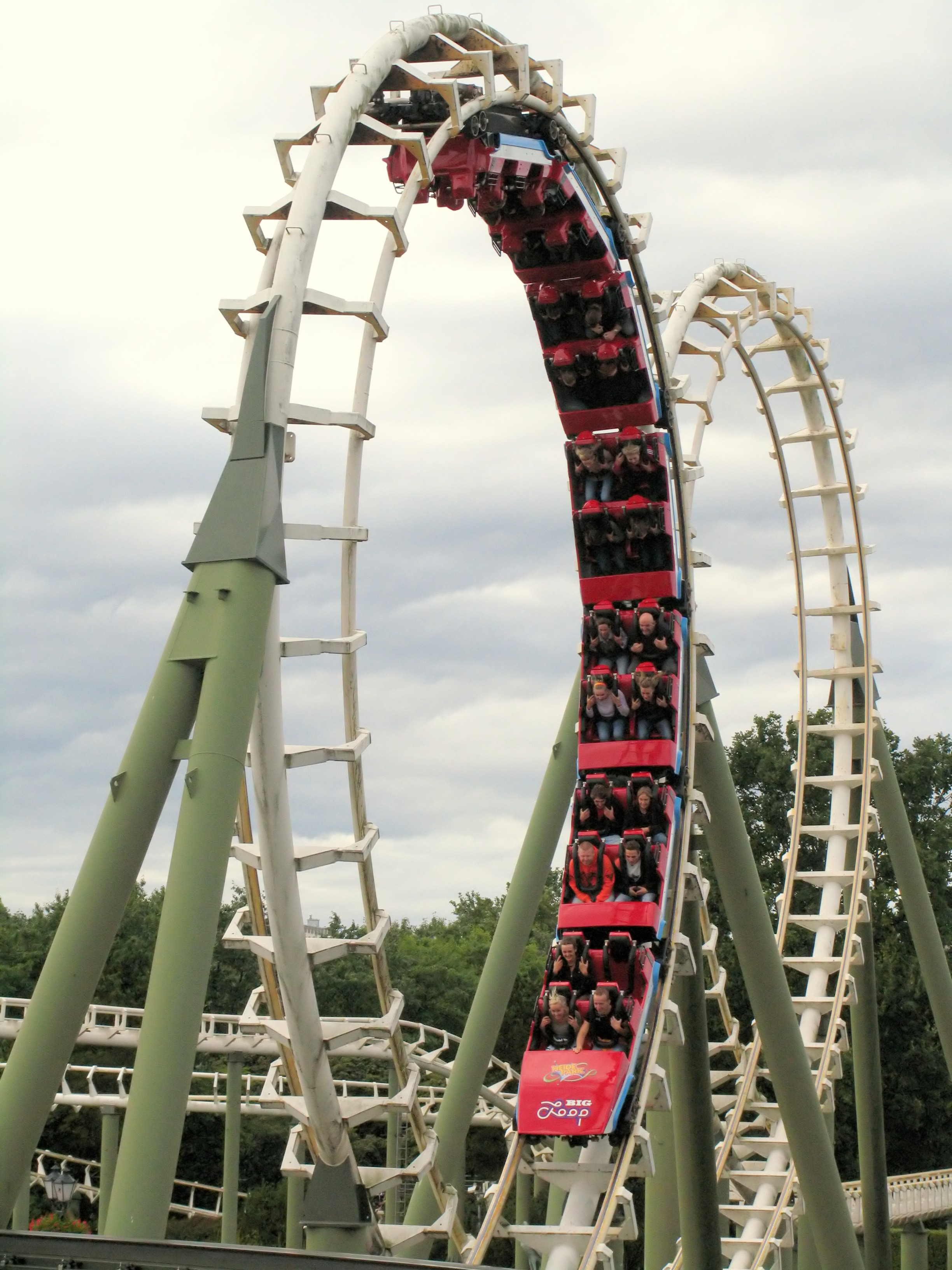
Alter Zug im Looping
Doppelter Korkenzieher
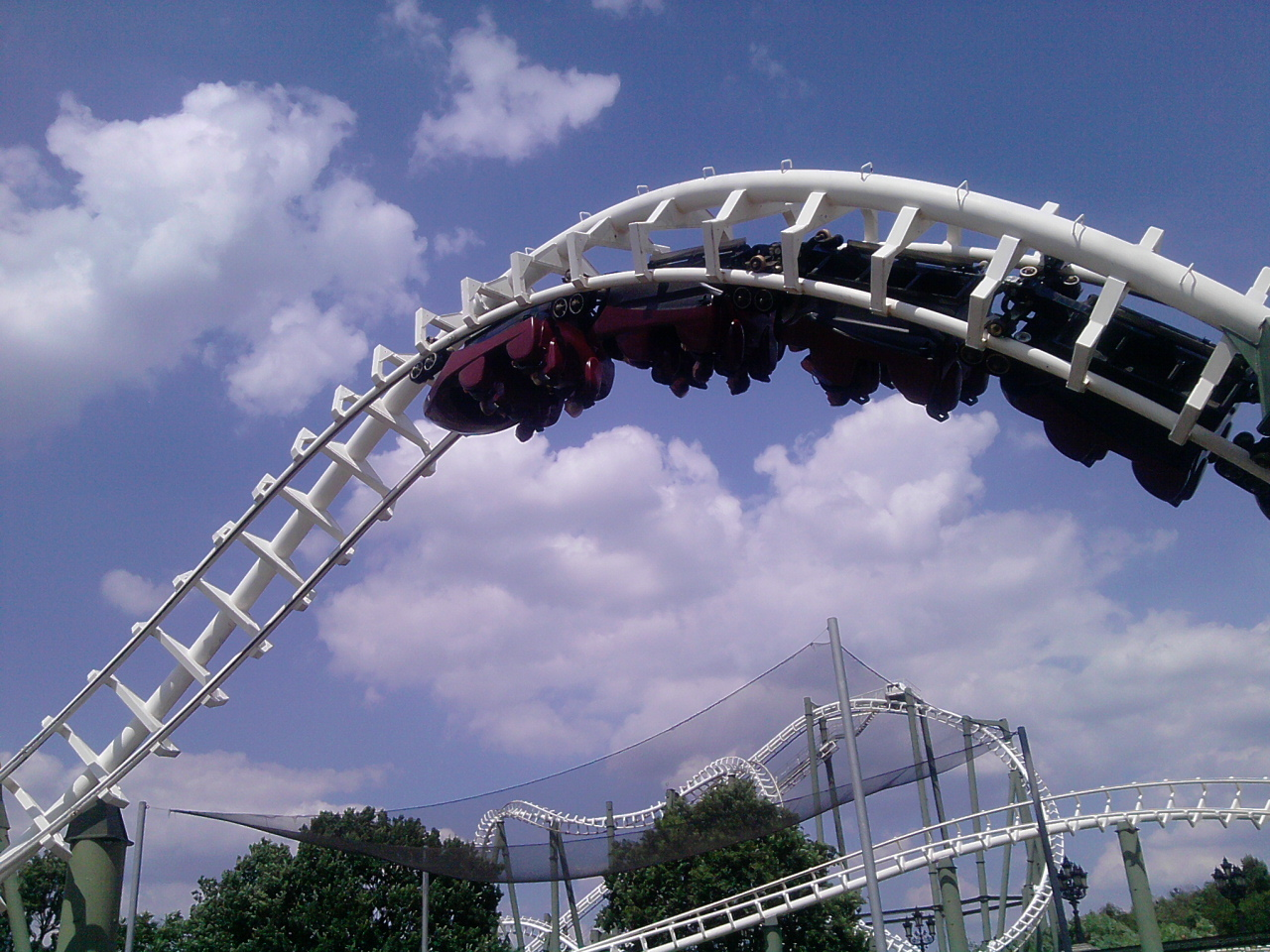
Neuer Zug im Korkenzieher
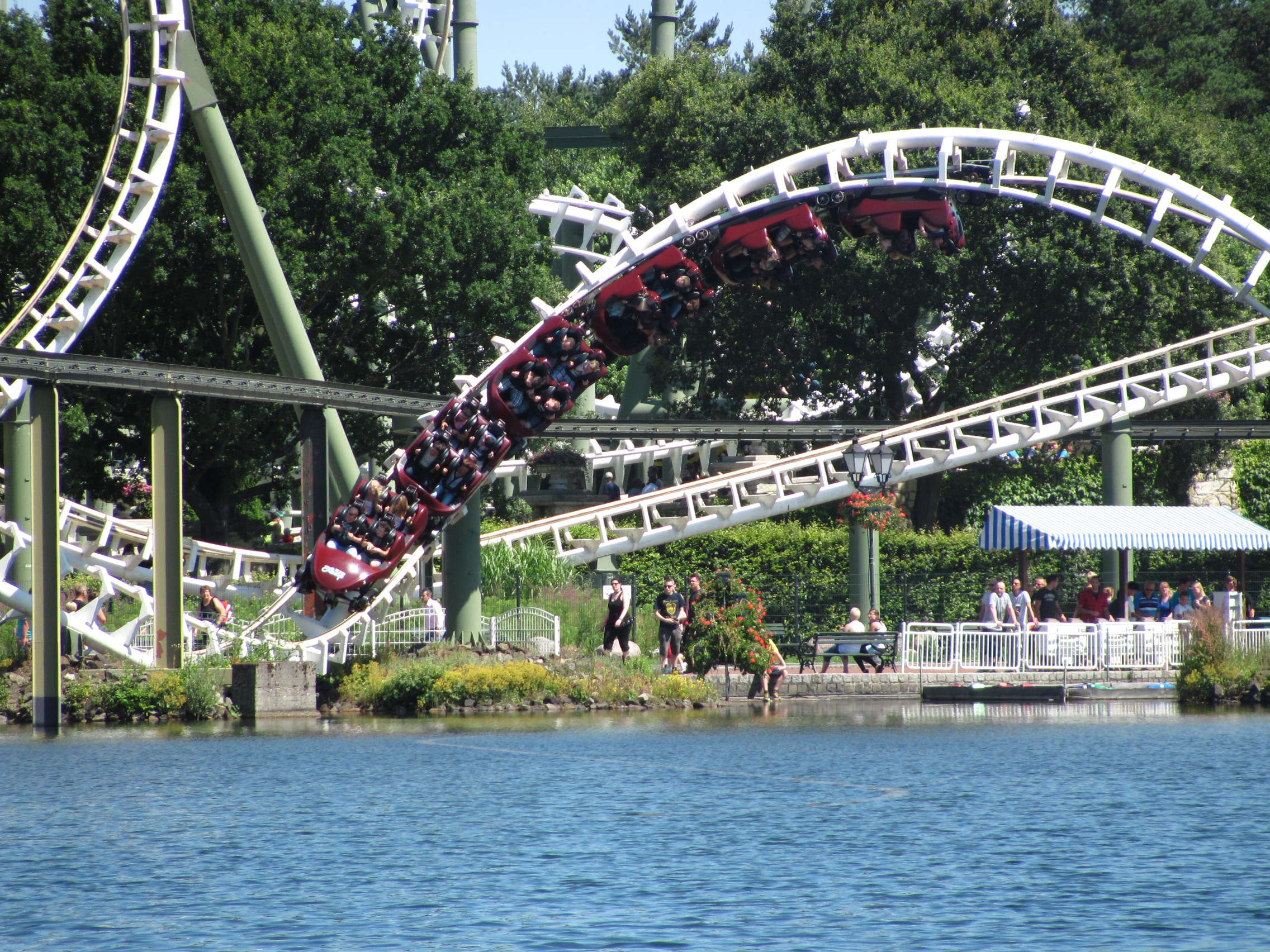
Korkenzieher